# 아메리칸 토바코 컴퍼니
아메리칸 토바코 컴퍼니(American Tobacco Company)는 1890년 J. B. 듀크(J. B. Duke)가 앨런 & 진터(Allen & Ginter)와 굿윈 & 컴퍼니(Goodwin & Company)를 비롯한 여러 미국 담배 제조업체의 합병을 통해 설립한 담배 회사이다. 이 회사는 1896년 다우 존스 산업 평균 지수의 최초 12개 회원사 중 하나였다. 아메리칸 토바코 컴퍼니는 럭키 스트라이크 컴퍼니와 200개가 넘는 다른 경쟁 회사를 인수하여 업계를 장악했다. 1907년에 시작된 연방 독점 금지 조치는 1911년에 회사를 여러 주요 회사로 분할했다.
아메리칸 토바코 컴퍼니는 1969년에 구조 조정을 거쳐 아메리칸 브랜즈(American Brands, Inc.)라는 지주 회사를 설립하고 아메리칸 토바코를 자회사로 운영했다. 아메리칸 브랜즈는 1970년대와 1980년대에 다양한 비담배 사업체를 인수했으며 1994년에 담배 사업부를 브라운 앤 윌리엄슨(Brown & Williamson)에 매각했다. 이후 아메리칸 브랜즈는 이름을 "포춘 브랜즈"(Fortune Brands)로 변경했다.